# Gobiopsis woodsi
Gobiopsis woodsi és una espècie de peix de la família dels gòbids i de l'ordre dels perciformes.

## Morfologia
Els mascles poden assolir els 4,2 cm de longitud total.

## Distribució geogràfica
Es troba al sud de l'Índia i al nord del Golf de Tailàndia.